# Marie-Isabelle d'Orléans
Titres
Épouse du prétendant au trône de France
(succession orléaniste pure)
30 mai 1864 – 5 août 1873
(9 ans, 2 mois et 6 jours)
Épouse du prétendant au trône de France
(succession orléaniste-fusioniste)
24 août 1883 – 8 septembre 1894
(11 ans et 15 jours)
Signature
Marie-Isabelle d'Orléans, née María Isabel de Orleans y Borbón le 21 septembre 1848 à Séville et morte le 23 avril 1919, à Villamanrique de la Condesa, près de Séville, est une infante d'Espagne (petite-fille du roi Ferdinand VII d'Espagne, mais aussi du roi des Français Louis-Philippe Ier), qui porte par son mariage les titres de courtoisie de princesse d'Orléans et comtesse de Paris. Elle quitte la France avec sa famille après le vote de la loi du 22 juin 1886, dite « loi d'exil ». Après la mort de son époux, elle retourne sur les domaines de son père, le duc de Galliera et de Montpensier, et meurt à Séville à l'âge de 70 ans.

## Biographie

### Famille

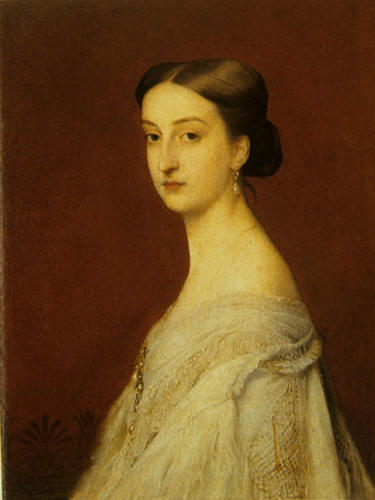
Portrait de l'infante d'Espagne Marie-Isabelle d'Orléans.

Fille aînée d'Antoine d'Orléans, duc de Montpensier puis duc de Galliera et infant d'Espagne, et de son épouse l'infante d'Espagne Louise-Fernande de Bourbon, ce qui fait de Marie-Isabelle une infante d'Espagne petite-fille de deux souverains. Par son père, elle descend en effet du roi des Français Louis-Philippe Ier et, par sa mère, du roi d'Espagne Ferdinand VII. De 1833 à 1851, sa mère fut l'héritière de sa sœur la reine Isabelle II, ce qui faisait de Marie-Isabelle la seconde dans l'ordre de succession au trône jusqu'à la naissance de sa cousine l'infante Isabelle, premier enfant de la reine.

### Mariage et descendance
Le 30 mai 1864, l'infante Marie-Isabelle épouse son cousin germain, Philippe d'Orléans, comte de Paris et prétendant orléaniste au trône de France sous le nom de « Louis-Philippe II » puis de « Philippe VII ». De cette union naissent plusieurs enfants :
- Marie Amélie d'Orléans (1865-1951) qui se marie au roi Charles Ier de Portugal (1863-1908) ;
- Philippe d'Orléans (1869-1926), duc d'Orléans et prétendant orléaniste au trône de France sous le nom de « Philippe VIII », qui s'unit à l'archiduchesse Marie-Dorothée de Habsbourg-Lorraine (1867-1932) ;
- Hélène d'Orléans (1871-1951) qui épouse Emmanuel-Philibert de Savoie (1869-1931), duc d'Aoste ;
- Charles Philippe d'Orléans (21 janvier 1875-8 juin 1875) ;
- Isabelle d'Orléans (1878-1961), qui se marie à son cousin germain Jean d'Orléans (1874-1940), duc de Guise et prétendant orléaniste au trône de France sous le nom de « Jean III » ;
- Jacques Antoine Marie d'Orléans (5 avril 1880-22 janvier 1881)[1] ;
- Louise d'Orléans (1882-1958), qui s'unit au prince Charles des Deux-Siciles, infant d'Espagne ;
- Ferdinand d'Orléans (1884-1924) duc de Montpensier, qui épouse Marie-Isabelle Gonzalez de Olaneta e Ibarreta (1897-1958), marquise de Valdeterrazzo et grande d'Espagne ;

Marie-Isabelle d'Orléans est l'arrière-grand-mère d'Henri d'Orléans (1933-2019), comte de Paris et prétendant orléaniste au trône de France sous le nom de « Henri VII ».

### Retour en France

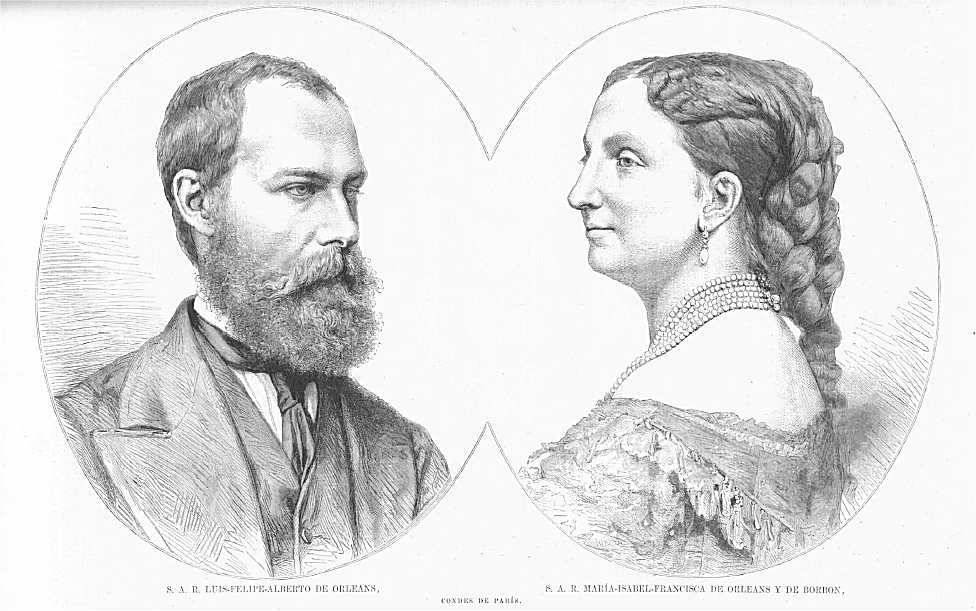
Philippe d'Orléans, comte de Paris, et son épouse Marie-Isabelle (1878).

En vertu d'un décret du 26 mai 1848, qui interdit le territoire français aux Orléans, le comte et la comtesse de Paris vivent de 1864 à 1871 en Angleterre, où le dernier roi des Français Louis-Philippe Ier a choisi de s'exiler après 1848.
En 1871, à la suite de l'abrogation de ce décret, le prétendant et son épouse rentrent en France et résident alternativement à l'hôtel Galliera (futur hôtel Matignon), dont le rez-de-chaussée est mis à leur disposition par leur amie la duchesse de Galliera, et dans leur domaine du château d'Eu. Le comte de Chambord est alors reconnu par les légitimistes et les orléanistes comme candidat unique au trône de France lors du projet de restauration de la monarchie, les orléanistes espérant que celui-ci n'ayant pas d'enfants, il désignerait son cousin Philippe d'Orléans, comte de Paris, comme potentiel héritier. Après l'échec de la restauration du comte de Chambord et son exil, les orléanistes, qui sont majoritaires à l'assemblée, votent pour un président monarchiste, Patrice de Mac-Mahon, qui dirigerait l'exécutif jusqu'à la mort du comte de Chambord en exil, après quoi le comte de Paris pourrait devenir le nouveau « roi » sous le nom de « Philippe VII ». Ce projet ferait ainsi de Marie-Isabelle une potentielle reine de France. Mais après le renversement de la majorité royaliste au profit d'une majorité républicaine, le président Mac-Mahon est contraint à la démission en 1879. Malgré cette nouvelle majorité républicaine, les Orléans restent en France et espèrent toujours une restauration orléaniste. En 1885, lors des élections législatives d'octobre, les royalistes obtiennent 73 sièges, soit 31 de plus par rapport aux législatives de 1881. Cependant, le 17 juin 1886, une nouvelle loi d'exil est votée en France, à la suite de la réception fastueuse que le comte et la comtesse de Paris offrent à l'hôtel Galliera pour les fiançailles de leur fille Amélie d'Orléans, avec le prince héritier du Portugal. Les Orléans s'exilent alors au Royaume-Uni.

### Exil et fin

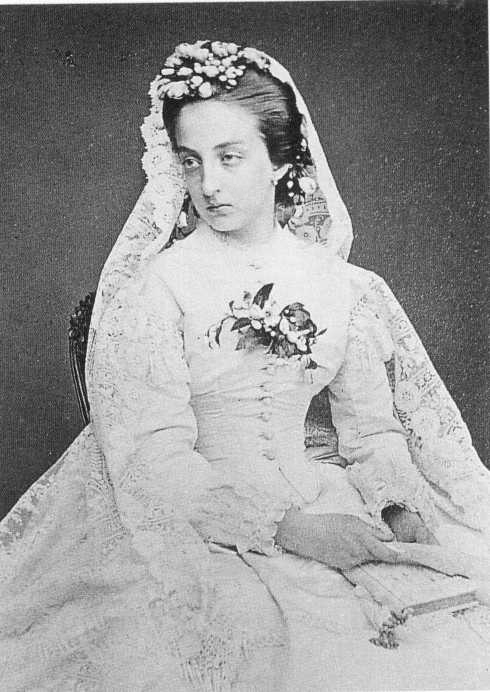
La comtesse de Paris.

En 1894, le prétendant Philippe VII décède en exil au château de Stowe House, dans le Buckinghamshire, en Angleterre, et sa veuve lui survit 24 ans. Pendant les dernières années de sa vie, l'infante séjourne régulièrement dans sa propriété andalouse de Villamanrique ou dans son domaine auvergnat du château de Randan. En 1915, elle organise d'ailleurs dans cette propriété un hôpital militaire pour soigner les soldats blessés.
En 1919, elle meurt dans la résidence des Orléans d'Espagne, au palais de Villamanrique de la Condesa, près de Séville.
Inhumée dans la chapelle Saint-Charles-Borromée de Weybridge, Surrey, sa dépouille ainsi que celle de son époux ont été transférées en 1958 à la chapelle royale de Dreux (déambulatoire côté nord).

## Titulature et décorations

### Titulature
- 21 septembre 1848 — 19 juin 1850 : Son Altesse Royale la princesse Marie-Isabelle d'Orléans y Borbón (naissance)
- 19 juin 1850 — 30 mai 1864 : Son Altesse Royale Marie-Isabelle d'Orléans y Borbón, infante d'Espagne, princesse d'Orléans[2] ;
- 30 mai 1864 — 23 avril 1919 : Son Altesse Royale la comtesse de Paris, infante d'Espagne.

### Décorations dynastiques
- Dame de l’ordre de la Croix étoilée (maison de Habsbourg)[3]
- Dame de l'ordre de la Reine Marie-Louise (royaume d'Espagne, 21 septembre 1850)[4]
- Grand-croix honoraire de l'ordre de Sainte-Isabelle (royaume de Portugal, 22 mai 1886)[5]